# De quinque corporibus regularibus
Il De quinque corporibus regularibus è un trattato sulla geometria euclidea scritto da Piero della Francesca. La datazione dell'opera è incerta e in ogni caso legata alla tarda maturità dell'autore, tra gli anni sessanta e ottanta del Quattrocento.
L'opera tratta dei cinque solidi geometrici regolari iscrivibili in una sfera e non ulteriormente semplificabili (solidi platonici): il tetraedro, il cubo, l'ottaedro, il dodecaedro e l'icosaedro.
L'opera si ispira alla trattazione di Platone, ma l'autore è interessato al carattere puramente matematico-geometrico delle figure, tralasciando le combinazioni filosofiche con gli elementi e l'interpretazione del loro carattere segnico che contraddistingueva l'opera del filosofo greco.
Piero della Francesca era essenzialmente interessato quindi alle finalità pratiche degli studi geometrici, soprattutto rapportati al disegno ed alle arti figurative.